# Mesoikopleura haranti
Mesoikopleura haranti är en ryggsträngsdjursart som först beskrevs av Vernières 1934.  Mesoikopleura haranti ingår i släktet Mesoikopleura och familjen lysgroddar. Inga underarter finns listade i Catalogue of Life.